# Jindřich Breitcetl
Jindřich Breitcetl (15. července 1913 Líšeň – od 21. srpna 1943 nezvěstný) byl navigátor, pilot a velitel 311. československé bombardovací perutě RAF. Byl jediným velitelem 311. perutě, který padl v boji.

## Život

### Mládí
Od roku 1919 byl členem Sokola. Absolvoval reálku v Brně, základní vojenskou službu, poté důstojnickou školu v Olomouci a v Uherském Hradišti. Kvalifikaci si dále rozšířil studiem na Vojenské akademii v Hranicích. V Prostějově absolvoval kurs leteckého pozorovatele a v roce 1938 pilotní výcvik.

### Druhá světová válka
Po okupaci Československa uprchl se skupinou celkem jedenácti leteckých důstojníků do Polska. Vstoupil zde do Cizinecké legie a byl transportován do Francie. Do bojů ve Francii nezasáhl, po kapitulaci Francie byl evakuován 19. června 1940 do Velké Británie. Zde se stal pilotem nově formované 311. perutě. V rámci perutě pod různým velením absolvoval 54 operačních letů v délce více než 269 operačních hodin. Jako jeden z prvních československých bombardovacích pilotů obdržel britský Záslužný letecký kříž (DFC). Dále působil jako letecký instruktor. V roce 1941 byl necelé dva měsíce velitelem letky B perutě. Dne 1. února 1943 byl jmenován velitelem 311. peruti. Dne 21. srpna pilotoval letoun (Liberator) při protiponorkovém průzkumu nad Biskajský záliv, z akce se jeho letoun nevrátil a posádka (Jindřich Breitcetl, František Fencl, Eduard Pavelka, Emilián Mrázek, Michal Pizur, Josef Felkl, Jozef Halada a Vilém Jakš) byla prohlášena za nezvěstnou. Pravděpodobně byl letoun sestřelen německými stíhači (letouny Messerschmitt Bf  110G-2) u ostrovů Scilly. Sestřelení Liberatoru si nárokovalo více německých letců, zejména Oberfeldwebel Lothar Uhlig. Z této letecké bitvy se rovněž nevrátil německý Messerschmitt, jehož osádku tvořili George Planer a Horst Hofmann. Těla československých letců nebyla nikdy nalezena.

## Pocty a vyznamenání
Jindřich Breitcetl byl nositelem řady československých a britských vyznamenání.
Vrchní velitel Coastal Command, A/M Sir John C. Slessor, KCB, DSO, MC, jej označil za jednoho z nejlepších velitelů perutí tohoto velitelství.
V roce 1946 byl povýšen na majora in memoriam, v roce 1947 na podplukovníka, v roce 1991 na plukovníka a v roce 1992 na generálmajora.
Na hřbitově v Líšni má umístěn symbolický náhrobek.
Jeho jméno je připomenuto na pomníku obětem druhé světové války v Líšni, na pamětní desce v Holzově ulici v městské části Brno-Líšeň a na památníku Obětem 2. světové války v Runnymede v hrabství Surrey v jihovýchodní Anglii. Je uveden také na pamětní desce v klubovně československého Národního domu v Londýně a v pamětní knize československých letců v chrámu St Clement Danes v Londýně.
V Brně byla v roce 1948 po Jindřichu Breitcetlovi pojmenována ulice. Jeho jméno nese i ulice na Praze 9.

### Vyznamenání
- Československý válečný kříž 1939 (čtyřnásobný nositel; poprvé 16.4.1941, podruhé 21.6.1941, potřetí 25.7.1941, počtvrté 7.10.1941)
- Československá medaile Za chrabrost před nepřítelem (udělena 6.3.1941)
- Československý vojenský řád Za svobodu, I. stupeň (udělen 1949, in memoriam)
- Československá vojenská medaile za zásluhy, I. stupeň
- Pamětní medaile československé armády v zahraničí se štítky Francie a Velká Británie
- Záslužný letecký kříž (DFC, udělen 24. září 1942)[22]
- Hvězda 1939–1945 (oficiálně neudělena)
- Hvězda Atlantiku (oficiálně neudělena)
- Evropská hvězda leteckých osádek (oficiálně neudělena)
- Britská medaile Za obranu (oficiálně neudělena)
- Válečná medaile 1939–1945